# 夏晨琨
夏晨琨（1994年10月30日—），中国浙江省杭州市人，围棋职业七段棋手。他2010年入段，2019年10月升为七段。他是2013年第18届LG杯世界棋王战八强。

## 国内比赛成绩
作为业余棋手获2009年商业杯杭州国际城市围棋赛冠军，并升为业余7段。
2014年在第27届中国围棋名人战本赛中连胜党毅飞、时越、孔杰进入四强，后负于周睿羊。
2015、2016、2017年，分别代表杭州棋院队、河北新奥队和杭州云林决破队参加围甲联赛。

## 国际比赛成绩
2013年在第18届LG杯世界棋王战预选赛中连胜吴长煜、赵英淑、王垚、铃木伸二、韩晗，进入本赛。在本赛中又连胜金志锡、金成进，进入八强。后负于李喆。
2014年代表中国参加首届GLOBIS杯世界新锐围棋锦标赛，在双败淘汰制小组赛中连胜鹤田和志和罗玄进入八强，又胜林君谚进入四强。半决赛负于许家元，三四名决赛又负于连笑，获得殿军。
2016年在第3届百灵杯本赛64强赛负于朴永训。